# Riana de Lange
Riana de Lange (Pretoria, 1983) es una deportista sudafricana que compitió en triatlón. Ganó una medalla de bronce en el Campeonato Africano de Triatlón de 2009.

## Palmarés internacional
| Campeonato Africano | Campeonato Africano | Campeonato Africano | Campeonato Africano |
| Año                 | Lugar               | Medalla             | Prueba              |
| ------------------- | ------------------- | ------------------- | ------------------- |
| 2009                | Durban (Sudáfrica)  | Medalla de bronce   | Individual          |